# Стрюківка
Стрю́ківка — село в Україні, в Нікопольському районі Дніпропетровської області. Входить до складу Мирівської сільської громади.
До 2017 року орган місцевого самоврядування — Виводівська сільська рада. Населення — 297 мешканців.

## Географія
Село Стрюківка знаходиться на відстані 2,5 км від сіл Виводове і Новопавлівка. По селу протікає пересихаючий струмок з загатою. Через село проходить автомобільна дорога Т 0420.

## Населення

### Мова
Розподіл населення за рідною мовою за даними перепису 2001 року:
| Мова       | Кількість | Відсоток |
| ---------- | --------- | -------- |
| українська | 267       | 89.90%   |
| російська  | 29        | 9.76%    |
| білоруська | 1         | 0.34%    |
| Усього     | 297       | 100%     |

## Інтернет-посилання
- Погода в селі Стрюківка [Архівовано 7 червня 2016 у Wayback Machine.]

1. ↑  Рідні мови в об'єднаних територіальних громадах України — Український центр суспільних даних